# 옥시아르테스

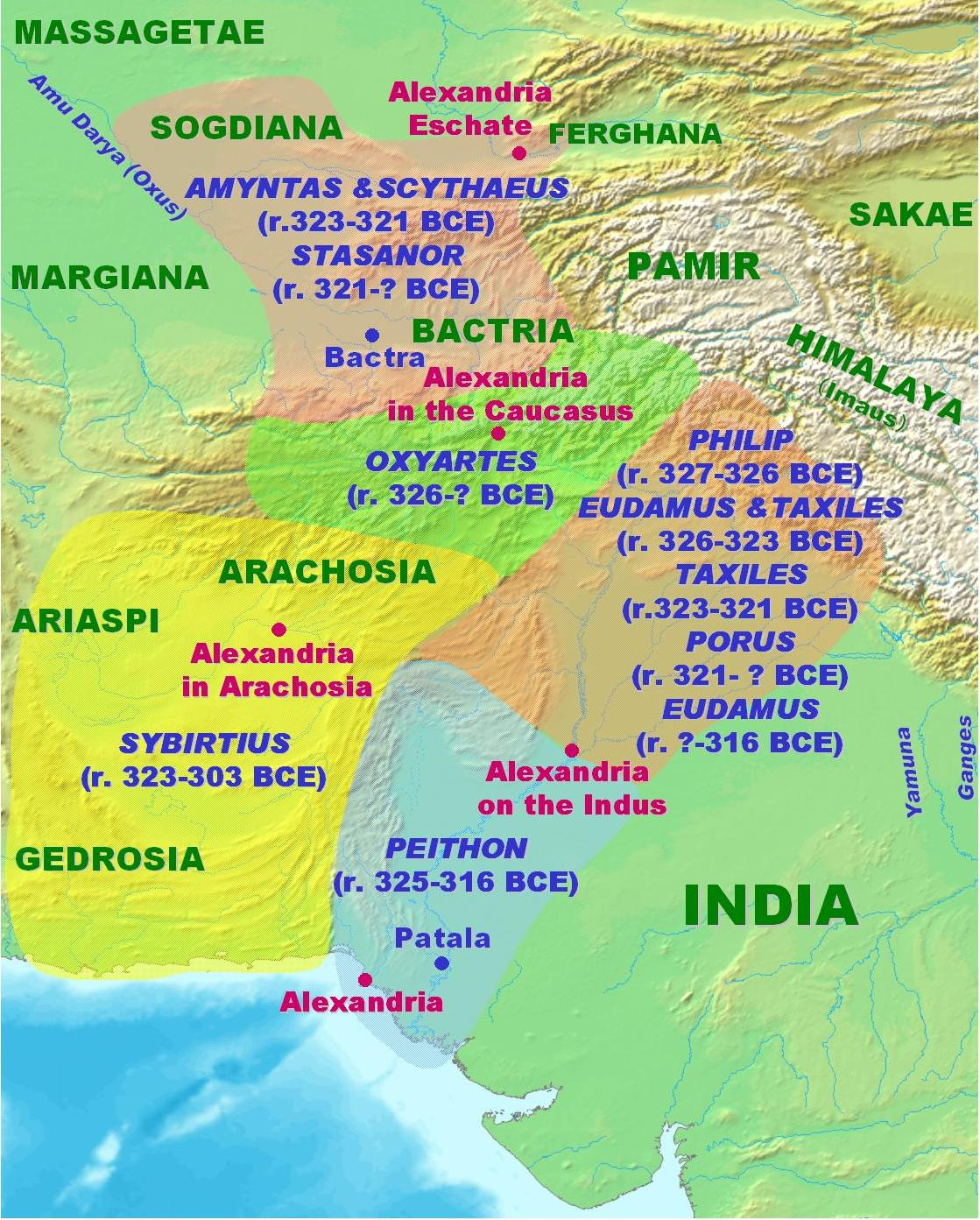
옥시아르테스는 알렉산더의 사후 파르파미소스의 사트라프가 되었다

옥시아르테스(페르시아어: وخش‌ارد (Vaxš-ard), 라틴어: Oxyártēs)는 페르시아 제국 아케메네스 왕조 시대의 소그디아나 출신의 박트리아 호족이다. 다리우스 3세를 암살한 후 베소스와 함께 알렉산더 대왕에게 대항했지만, 후에 항복했다. 그의 딸 록사네가 알렉산더에 시집을 갔고, 다른 딸 아마스토리네는 헤파이스티온의 아내가 되었다.

## 생애
박트리아 지방의 유력자였던 옥시아르테스는 기원전 331년에 가우가멜라 전투 후 다리우스 3세를 암살하고 페르시아 왕을 칭한 박트리아의 사트라프 베소스와 함께 알렉산더에 맞섰다. 그러나 베소스는 박트리아 지방에서 제대로 저항할 수 없자 소그디아나로 도주했다. 옥시아르테스는 그 소그디아나의 바위 요새를 수비하는 역할을 담당했다. 베소스 함께 싸웠던 스피타메네스 등과 함께 베소스를 배신하고 잡아 그 신병을 알렉산더에게 넘겨주고 항복을 청했다.
그리고 기원전 327년 성대한 결혼식을 올리며 딸 록사네가 알렉산더에게 결혼을 했다. 그 후 기원전 324년의 수사의 집단결혼식에서 딸 아마스토리네가 헤파이스티온의 아내가 되었다.
이에 따라 알렉산더의 제국 내에서의 지위를 확보하고 파로파미소스(박트리아의 동쪽 현재의 아프가니스탄 동부)의 태수가 되었다. 이후 디아도코이 전쟁에서 처음에는 에우메네스를 지지했지만, 그의 사후 안티고노스를 지지했다. 그의 최후는 분명하지는 않지만, 셀레우코스 1세의 동방 원정 무렵에는 이미 사망한 것으로 알려져 있다. 그가 통치한 파로파미소스는 그때 셀레우코스와 찬드라굽타의 협정에 따라 마우리아 왕조의 지배 하에 들어갔다.